# 万一
万一（1923年—2008年），原名温万一，笔名柳汀，男，山西孝义人，中国剧作家，陕西省西安话剧院导演，国家有突出贡献话剧艺术家。曾任中国戏剧家协会理事。